# Campionato asiatico maschile di pallamano 2004
Il Campionato asiatico maschile di pallamano 2004 è stata l'undicesima edizione del torneo organizzato dalla Asian Handball Federation e rivolto a nazionali asiatiche di pallamano maschile. Il torneo si è svolto dal 12 al 21 febbraio 2004 in Qatar, ospitato nella città di Doha.
Il torneo ha visto l'affermazione della nazionale del Kuwait per la terza volta nella sua storia.

## Podio
| Pos. | Squadra             |
| ---- | ------------------- |
| 1°   | Kuwait              |
| 2°   | Giappone            |
| 3°   | Qatar               |
| 4°   | Bahrein             |
| 5°   | Arabia Saudita      |
| 6°   | Emirati Arabi Uniti |
| 7°   | Iran                |
| 8°   | Giordania           |
| 9°   | Oman                |